# Урмиц
Урмиц (нем. Urmitz) — община в Германии, в земле Рейнланд-Пфальц. 
Входит в состав района Майен-Кобленц. Подчиняется управлению Вайссентурм.  Население составляет 3490 человек (на 31 декабря 2010 года). Занимает площадь 3,77 км².